# 菲利克斯·贝伦斯科特
菲利克斯·贝伦斯科特（德语：Felix Berenskötter；1975年7月—）德国政治学者、国际关系建构主义者及反实证主义学者。现任伦敦大学亚非学院高级讲师，2019年7月至2023年1月曾任该校政治学与国际研究系系主任。